# العلاقات التشادية الغواتيمالية
العلاقات التشادية الغواتيمالية هي العلاقات الثنائية التي تجمع بين تشاد وغواتيمالا.

## مقارنة بين البلدين
هذه مقارنة عامة ومرجعية للدولتين:
| وجه المقارنة                                              | تشاد                      | غواتيمالا       |
| --------------------------------------------------------- | ------------------------- | --------------- |
| المساحة (كم2)                                             | 1.28 مليون                | 108.89 ألف      |
| عدد السكان (نسمة)                                         | 15.23 مليون               | 17.26 مليون     |
| الكثافة السكانية (ن./كم²)                                 | 11.9                      | 158.51          |
| العاصمة                                                   | انجمينا                   | غواتيمالا       |
| اللغة الرسمية                                             | لغة فرنسية، اللغة العربية | اللغة الإسبانية |
| العملة                                                    | فرنك وسط أفريقي           | كتزال غواتيمالي |
| الناتج المحلي الإجمالي (بليون دولار)                      | 9.98 مليار                | 75.62 مليار     |
| الناتج المحلي الإجمالي (تعادل القوة الشرائية) بليون دولار | 30.54 مليار               | 126.21 مليار    |
| الناتج المحلي الإجمالي الاسمي للفرد دولار أمريكي          | 775                       | 3.90 ألف        |
| الناتج المحلي الإجمالي للفرد دولار أمريكي                 | 2.18 ألف                  | 7.45 ألف        |
| مؤشر التنمية البشرية                                      | 0.392                     | 0.627           |
| رمز المكالمات الدولي                                      | +235                      | +502            |
| رمز الإنترنت                                              | .td                       | .gt             |
| المنطقة الزمنية                                           | ت ع م+01:00               | 00              |

## منظمات دولية مشتركة
يشترك البلدان في عضوية مجموعة من المنظمات الدولية، منها:
| علم المنظمة | اسم المنظمة                               | تاريخ انضمام تشاد | تاريخ انضمام غواتيمالا |
| ----------- | ----------------------------------------- | ----------------- | ---------------------- |
|             | وكالة ضمان الاستثمار متعدد الأطراف        | 11 يونيو 2002     | 11 يوليو 1996          |
|             | منظمة الشرطة الجنائية الدولية             | ?                 | ?                      |
|             | منظمة حظر الأسلحة الكيميائية              | ?                 | ?                      |
|             | منظمة التجارة العالمية                    | ?                 | ?                      |
|             | الأمم المتحدة                             | 20 سبتمبر 1960    | 21 نوفمبر 1945         |
|             | مؤسسة التمويل الدولية                     | 2 أبريل 1998      | 20 يوليو 1956          |
|             | يونسكو                                    | 19 ديسمبر 1960    | 2 يناير 1950           |
|             | مؤسسة التنمية الدولية                     | 7 نوفمبر 1963     | 27 أبريل 1961          |
|             | البنك الدولي للإنشاء والتعمير             | 10 يوليو 1963     | 28 ديسمبر 1945         |
|             | المركز الدولي لتسوية المنازعات الاستشارية | 14 أكتوبر 1966    | 20 فبراير 2003         |
|             | الاتحاد البريدي العالمي                   | ?                 | ?                      |
|             | الاتحاد الدولي للاتصالات                  | 25 نوفمبر 1960    | 10 يوليو 1914          |

## وصلات خارجية
- موقع وزارة الخارجية الغواتيمالية